# Kongens gate (Trondheim)
Kongens gate er en af hovedgaderne i Trondheim, Norge. Den blev anlagt i forbindelse med genopbygningen efter den store bybrand i 1681 og er en af hovedakserne i den barokke byplan som blev udformet af generalmajor Johan Caspar de Cicignon. Med en bredde på 60 alen strækker den sig fra bryggene i Kjøpmannsgata, over Torget og forbi Prinsens gate. Derfra fortsætter den med et smallere forløb – den gamle landevej mod vest, Geilan – til Skansen i Ila. Ruten for Kongens gate blev bestemt af to bygninger som havde overlevet bybranden – Vor Frue Kirke og Rådhuset (omtalt nedenfor). Det er en vigtig handelsgade og kommunikationsåre. De fleste af byens busruter har stop i Kongens gate, og Gråkallbanen følger Kongens gate på vej ud af centrum. Gaden har også mange hoteller. 
Vest for Prinsens gate er Kongens gate en del af fylkesvei 812.

## Bygninger i Kongens gate
Norges Bank (nu Videncenteret) (nr. 1) blev opført som bankens første hovedkontor på grunden, hvor den rige købmand og legatstifter Thomas Angell havde boet. Banken blev tegnet i 1830–1831 af arkitekt Ole Peter Riis Høegh efter forarbejde af arkitekt J. C. Ræder. Bygningen stod færdig i 1833. Det nuværende udseende fik bygningen ved en ombygning og modernisering i 1897 af arkitekter Johan Christensen og Lars Solberg.
Byens gamle Rådhus (nr. 2) stod færdig i 1706, men dele af murværket stammer fra fra den tidligere "Steenhuus Gaarden", som var byens rådhus fra 1669 og blev ødelagt i bybranden i 1681. I kælderen og dele af stueplan findes endvidere endnu ældre murværk fra stenkirke fra middelalderens franciskanerkloster, som stor set må have overlevet branden i 1531. De bevarede murer efter rådhuset bidrog til at bestemme Kongens gates forløb da Cicignon genopbyggede byen. Bygmester J. C. Hempel fremstillede tegningerne til det genrejste rådhuset. Bybranden i 1708 skadede kun tårnet på rådhuset. I 1870 blev rådhuset moderniseret efter tegninger af arkitekt Ole F. Ebbell. Det fik en helt ny, middelalderinspireret facade, og den monumentale baroktrappe blev fjernet. Middelalderdelene er automatisk fredet, mens resten af bygningen blev fredet i 1984.
Frimurerlogen Trondhjems Provincialloge (nr. 3) stod færdig i 1900 efter tegninger af arkitekterne Solberg, Guldahl, Norum og Christensen. Den danner en endevæg mod Søndre gate. Logen var i næsten hundrede år Trondheims vigtigste koncertlokale. Under krigen blev bygningen overtaget af okkupationsmagten og brugt som "Deutsches Haus".
Trondhjems Sparebank (nr. 4) blev opført omkring 1880 som byens første "forretningspalads" med renæssancefacader af tilhuggede sten. Arkitekten var Adolf Schirmer. I kælderen ligger godt bevarede ruiner af en middelalderkirke.
Nr. 8 blev opført omkring 1860 som kombineret børsbygning og posthus efter tegninger af arkitekterne Heinrich Ernst Schirmer og Wilhelm von Hanno. Telegrafbygningen på nabogrunden (nr. 6) blev opført på grunden efter det gamle Løveapoteket, som blev flyttet og genrejst i Sverresborg.
Vor Frue Kirke fra middelalderen med det høje tårn fra 1739 er en vigtig del af gadebilledet. Kirken blev brugt til at bestemme forløbet af Kongens gate i 1681, som går tværs over den gamle kirkegård på nordsiden. Omkring krirken ligger Tordenskioldsparken.
Hornemansgården (nr. 7) er et af byens store 1700-tals træpalæer og fylder en hel blok. Den ældste del er stueetagen i nordfløjen mod Kongens gate og halvdelen af vestfløjen mod Torvet, der blev opført omkring 1720. I 1765 blev gården købt af justitsråd Henrik Horneman, ejer af Reins kloster. I slutningen af 1770'erne begyndte han på en stor ombygning. Hele forhuset blev udvidet med en etage, og dette og udhuset mod kom under samme tag. Vestfløjen mod Torvet blev forlænget helt ned til Presidentveita, og der fik Horneman plads til en festsal på over 90 m². Gården stod færdig omkring 1780. Sønnen, eidsvollsmanden Christian Hersleb Horneman, forandrede facaderne med nye vinduer og portaler i klassicistisk stil omkring år 1840. I 1876 blev Hornemansgården købt af Trondheim kommune og taget i brug som politistation. Politiet holdt til i gården i næsten hundrede år. I dag fungerer Hornemannsgården som ældrecenter. Gården blev fredet i 1984.
Vis-à-vis ligger Svaneapoteket (nr. 14 B). Det blev opført fra 1774 til 1777 som privatbolig for apotekeren Otto Sommer, som drev Løveapoteket længere mod øst i samme gade i nr. 6. Sommers gård havde oprindeligt midtgavl og en ekstra tagetage. Efter at hans enke døde, blev gården overtaget af apoteker Møllerop, som indrettede Svaneapoteket her. Samtidig blev huset kraftig moderniseret og fik det udseendet det stort set har beholdt frem til i dag. I 1960'erne forelå der planer om at "sanere" (altså nedrive) både Hornemansgården og Svaneapoteket til fordel for nye forretnings- og kontorbygninger. Som en følge af disse og andre konfliktsager voksede tilslutningen om værn af den gamle træhusbebyggelser i Trondheim, og de to bygninger blev reddet efter en langvarig strid. Svaneapoteket blev fredet i 1983.
Dagens Hotell Augustin (nr. 26) blev bygget i 1914, med Morten Anker Bachke som arkitekt. I 1933 flyttede Misjonshotellet ind, og bygningen fik sin nuværende facade ved arkitekt K. Tellefsen. Under krigen blev hotellet overtaget af okkupationsmagten og tjente som lokalt hovedkvarter for Gestapo, med celler og forhørsrum i kælderen.
Hjorteapoteket (nr. 27) kan have dele ældre end bybranden i 1681, for der har aldrig været brand på denne grund. Den ældste del var et træhus med gavl mod gaten (Geilan). Kort efter 1700 blev det tilbygget mod vest og fik langsiden mod gaten, med en typisk barokplan. Omkring 1780 blev det udvidet til begge sider og fik sin fulde længde. Navnet fik gården efter apoteket, som flyttede ind her i 1857.
Hospitalet har holdt til på dette sted siden det blev grundlagt af ærkebiskop Jon Raude i 1277. Det nuværende anlæg i murstennord for Hospitalsløkkan blev oprtøft i 1845, efter bybrannen i 1842. Ud mod Kongens gate ligger Hospitalskirken fra 1705, landets første ottekantede kirke, og forbillede for Bakke kirke fra 1715 og mange andre ottekantede kirker, de fleste i Trøndelag.
Tugthuset (nr. 85) blev opført i 1733 og er landets ældste institutionsbygning, oprindeligt en kombination af tvangsarbejdsanstalt og fattighus. Oprindelig dannede anlægget en næsten lukket firkant, men dele af sidefløjene blev revet ned i 1971 i forbindelse med opførslen af det nye Politihus på nabogrunden. Den bageste del af Tugthusets kirkerum er nu den fritstående Lagmannsrettsbygning.
Kongens gate nr. 87 blev tegnet af arkitekt Herman Krag og opført i 1974 som politihus. Da politiet flyttede ind i en ny bygning på adressen Gryta 4, overtog skatteetaten bygningen i Kongens gate 87. Det kaldes i dag Skatteetatens hus og rummer Sør-Trøndelag Fylkesskattekontor.
Thomas Angells stuer med Fattighuset (nr. 91 A) udgør et stort, firefløjet anlæg. De tre bageste fløje er Fattighuset fra 1730'erne, bygget i to etager med svaleganger mod gården. Forhuset mod Kongens gate blev tilbygget i 1770 for midler fra købmand Thomas Angells testamente, en "stue" til 16 personer. Bygmester Heinrich Kühnemann forestod planlægningen og opførslen. Det store bygning over portrummet midt på facaden rummer kirkesalen. 
Anlægget blev fredet i 1927.
Kriminalasylet (nr. 95) fra 1833 blev oprindeligt bygget som nyt slaveri i Trondheim. Bygningen huser i dag Norsk Retsmuseum.
Skansevakten (nr. 97) blev opført i 1837 efter tegninger af general Theodor Broch. Den var en vagtstue for overvågning af færdslen gennem Skanseporten mellem Kongens og Dronninges bastioner i fæstningsanlægget Skansevollene ud mod Ilevollen, men skulle også passe på Slaveriet bagved, senere kendt som Kriminalasylet. Skansevakten er sammenbygget med Overgevaldigerboligen, som har underetage af bjælker og overetage af bindingsværk, med oppudset facader. Skansevakten blev fredet i 1927.